# Clossiana tatrica
Clossiana tatrica är en fjärilsart som beskrevs av Aigner-abafi 1906. Clossiana tatrica ingår i släktet Clossiana och familjen praktfjärilar. Inga underarter finns listade i Catalogue of Life.